# ريو دي لا بلاتا (نهر)
ريو دي لا بلاتا (بالإسبانية: Río de la Plata)‏ بمعنى نهر الفضة هو خور تكون نتيجة الاقتران بين نهر الأوروغواي ونهر بارانا على الحدود بين الأرجنتين والأوروغواي.
يسمى النهر عادة بنهر بليت (بالإنجليزية: River Plate)‏ في اللهجة البريطانية ودول الكومنولث ويسمى النهر في أحيان أخرى بنهر لا بلاتا في البلدان الأخرى الناطقة بالإنجليزية. يبدو النهر على شكل قمع على الساحل الجنوبي الشرقي من أمريكا الجنوبية ويبلغ طوله حوالي 290 كيلومتراً.
يبدأ ريو دي لا بلاتا بالتوسع من حوالي 2 كيلومتر (1.2 ميل) في الجزء الداخلي إلى نحو 220 كيلومتراً (140 ميلاً) في الجزء الخارجي منه. ويشكل النهر جزءً من الحدود بين الأرجنتين والأوروغواي.

## أعلام
- إستيبان دي لوكا

## وصلات خارجية
- باراغواي، أو مقاطعة ريو دي لا بلاتا، مع المناطق المجاورة توكامن وسانتا كروز دي لا سييرا